# Liliuokalani
Liliuokalani (2. září 1838, Honolulu – 11. listopadu 1917, Honolulu; celým jménem Lydia Liliʻu Loloku Walania Wewehi Kamakaʻeha-a-Kapaʻakea či Lydia Liliʻuokalani Paki) byla sestrou havajského krále Kalākauy a královna Havajských ostrovů v letech 1891–1893. Byla také posledním panovníkem Havajského království.

## Cesta k trůnu
V roce 1872 zemřel bez dědice poslední havajský král Kamehameha V. z dynastie Kamehameha a králem byl zvolen jeho bratranec Lunalilo. Král Lunalilo však po roce také zemřel bez dědice, a tak se havajským králem stal Kalākaua, který byl v předchozí volbě jedním ze dvou kandidátů.
Na Havajských ostrovech se v té době usazovalo mnoho amerických plantážníků, misionářů a obchodníků. Proto také roce 1875 podepsala Havaj s USA vzájemnou obchodní dohodu, díky níž se cukrová třtina mohla do USA dovážet bezcelně, a za dvanáct let bylo USA uděleno právo opevnit námořní základnu Pearl Harbor nedaleko Honolulu. Když byl mezi lety 1881 a 1883 král Kalākaua na cestě kolem světa, vládla Havaji z pozice regentky. Nejdůležitějším činem během regentské vlády byl zákaz imigrace Číňanů, kteří do země rozšířili neštovice, čímž rozlítila americké plantážníky, kteří Číňany zaměstnávali. Král Kalākaua byl za přispění Američanů v roce 1887 donucen vzdát se části svých pravomocí a ustanovit konstituční monarchii, kterou pak mohli američtí plantážníci snadno ovládnout. Král se svou ženou neměli žádné děti, a tak se po jeho smrti v roce 1891 havajskou královnou stala jeho sestra Liliuokalani.

## Liliuokalani královnou
Krátce před nástupem královny Liliuokalani zrušil McKinleyův sazebník obchodní výsady Havaje, jelikož zrušil clo pro všechny země, které obchodovaly s cukrovou třtinou. To pochopitelně vadilo bílým plantážníkům, kteří v roce 1893 vyvolali vzpouru, která svrhla královnu Liliuokalani. Moci se chopil Výbor občanské bezpečnosti a proamerické síly povolaly námořní pěchotu, aby podpořila převrat; výbor požadoval připojení k USA. Prezident Cleveland však vyslal na ostrovy komisaře, který dospěl k názoru, že pro připojení jsou jen plantážníci. Vzbouřená provizorní vláda odmítla jeho návrh, aby se královna opět ujala vlády, a tak 4. července 1894 vyhlásila Havajskou republiku. V roce 1898 americký Kongres schválil anexi Havaje, která se tak stala závislým americkým teritoriem.

## Abdikace a smrt
Královna Liliuokalani po své abdikaci zůstala až do smrti 11. listopadu 1917 na Havajských ostrovech. Zemřela bezdětná a tak se titulárním havajským králem stala hlava dynastie Kawānanakoa.
V Honolulu je dodnes možné navštívit historickou budovu Iolani Palace, který byl palácem poslední havajské královny Liliuokalani.

## Vyznamenání
- Řád drahocenné koruny I. třídy – Japonsko, 1890[1]
- Medaile zlatého výročí královny Viktorie – Spojené království, 20. června 1887[1]